# Voćin
Voćin ist ein Dorf und eine Gemeinde in der Gespanschaft Virovitica-Podravina in Kroatien in der historischen Region Slawonien. In der Volkszählung von 2001 hatte die Gemeinde 2.421 Einwohner, 85,46 % davon Kroaten und 13,01 % Serben. Das Dorf allein besaß 1.161 Einwohner. In der Volkszählung von 2011 hatte die Gemeinde 2.382 Einwohner, 90,13 % davon Kroaten und 8,86 % Serben. Das Dorf allein besitzt 1.191 Einwohner.

## Geographie
Voćin liegt auf einer Höhe von 215 m am nördlichen Rand des Papukgebirges an dem kleinen Fluss Voćinska Rijeka. Die Gemeinde befindet sich etwa 20 km südwestlich von Slatina und 25 km östlich von Daruvar.

### Ortsteile
Die Gemeinde Voćin besteht aus 20 weiteren Ortsteilen:
- Bokane
- Ćeralije
- Novo Kusonje
- Donje Kusonje
- Gornje Kusonje
- Dobrić
- Đuričić
- Gornji Meljani
- Hum
- Hum Varoš
- Kometnik Jorgići
- Kometnik Zubići
- Kuzma
- Lisičine
- Macute
- Mačkovac
- Popovac
- Rijenci
- Sekulinci
- Smude

## Geschichte

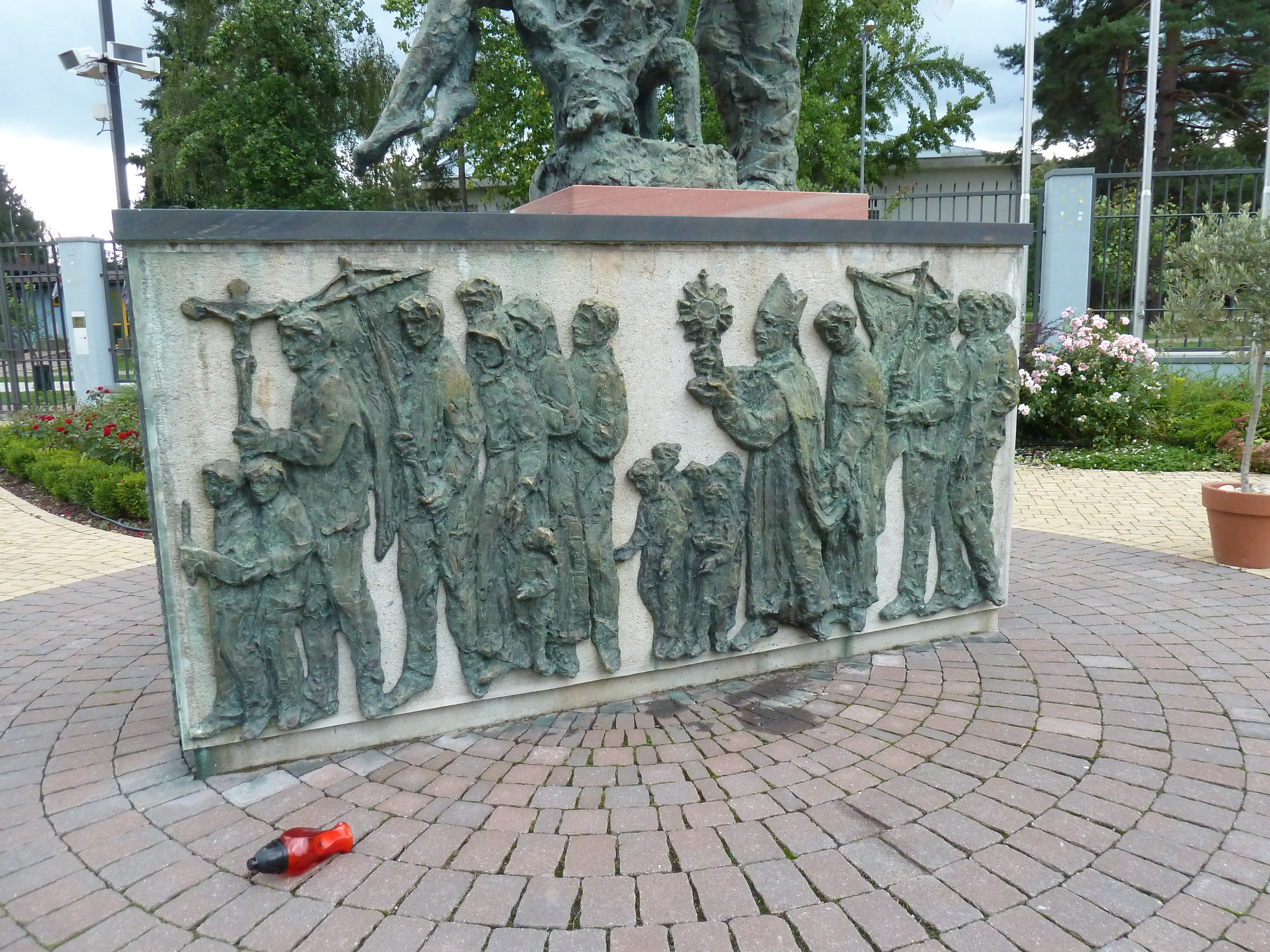
Denkmal zur Erinnerung an die Opfer des Genozids 1991

Eine erste Siedlung unter dem Namen Achyna oder Othyna wird für das 12. Jahrhundert vermutet. Die Burg Voćin wird zum ersten Mal 1317 in einer Schenkungsurkunde von Karl I. Robert (König von Ungarn) erwähnt. Eine St. Nikolaus Kirche ist für das Jahr 1334 belegt. Im Mittelalter war Voćin ein wichtiges Kirchenzentrum mit zwei Klöstern, wahrscheinlich einem Franziskaner- und einem Klarissenkloster mit ihren Kirchen (Allerheiligen und St. Klara). Im Jahr 1434 ist die Stadt im Besitz des Geschlechts der Gorjanski. Seit 1508 gehörte der Ort der ungarischen Adelsfamilie der Batthyány. Die Klosterkirche Allerheiligen, erbaut am Ende des 15. Jahrhunderts (1494) als spätgotische Hallenkirche wurde in der ersten Hälfte des 18. Jahrhunderts renoviert, zur Pfarrkirche und der Heiligen Jungfrau Maria geweiht. Während der osmanischen Herrschaft von 1543 bis 1687 konnten die Seelsorge durch die Franziskaner vor Ort erhalten bleiben. Von 1775 an war Voćin im Eigentum der Grafen Erdödy, dann der Grafen Janković, bis es am Ende des 19. Jahrhunderts von einem Holzunternehmer, Baron Edmund Gutmann, erworben wurde. Das Schloss, in einem Park im Dorfzentrum gelegen, wurde durch einen Brand im Jahre 1918 zerstört. Während des 19. Jahrhunderts setzte ein wirtschaftlicher Aufschwung ein. Die Familie Zvečevo betrieb eine Glasfabrik. Eine Eisenbahnstrecke wurde zwischen Voćin und Čačinci gebaut. In Voćin entstand ein Sanatorium für Lungenerkrankungen. In der zweiten Hälfte des 19. Jahrhunderts entwickelte sich die Kirche zu einem Wallfahrtsort mit Fußwallfahrern aus Posavina, Požega, Westslawonien, Podravina und weiterer Orte. Im Zweiten Weltkrieg wurde die Kirche 1944 niedergebrannt. Erst ab 1964 wurde mit dem Wiederaufbau begonnen. Vor allem durch Unterstützung von Kroaten, die im Burgenland in Österreich lebten, konnte die Kirche 1973 wieder eingedeckt und 1984 neu geweiht werden. Im Kroatienkrieg wurde die Gegend um Voćin im Oktober 1991 von serbischen, paramilitärischen Einheiten, den sogenannten "Weißen Adler (Beli orlovi)" besetzt. Kurz vor der Rückeroberung durch die kroatische Armee sprengten diese paramilitärischen Kräfte die Kirche am 13. Dezember 1991 in die Luft und zerstörten sie völlig. In diesen Tagen wurden 43 Bewohner des Ortes und der umliegenden Dörfer ermordet. Nach der Gründung der Diözese Požega 1997 wurde die Initiative für eine Rekonstruktion der Kirche ergriffen. Der Baubeginn fand im Jahre 2002 mit der Grundsteinlegung statt. Papst Johannes Paul II. hatte diesen Grundstein 1998 eigens gesegnet. Am 14. August 2011 konnte die Kirche wieder eingeweiht werden.

## Kultur und Sehenswürdigkeiten

### Bauwerke

#### Pfarrkirche

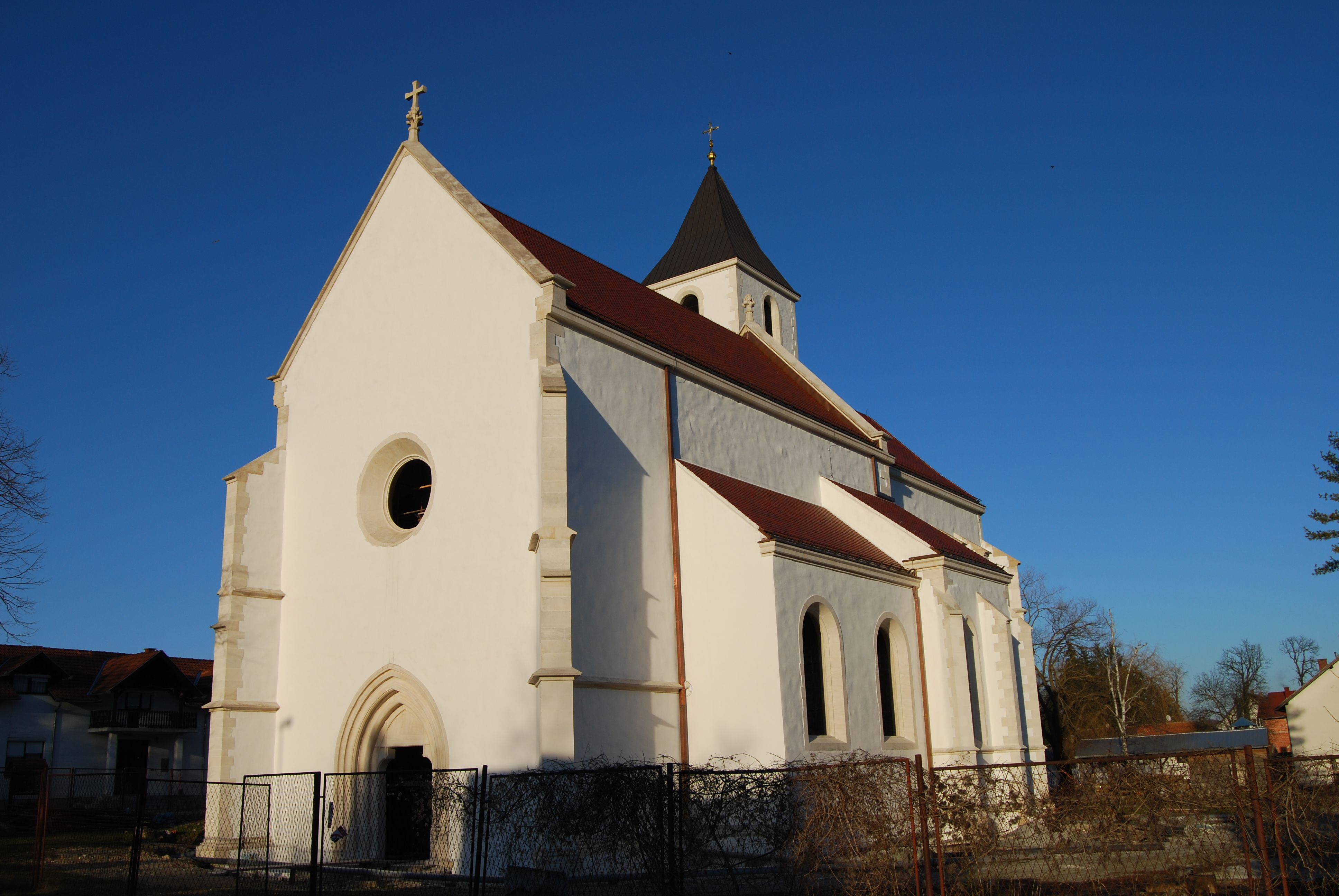
Pfarrkirche zu Unserer Lieben Frau

Die Pfarrkirche zu "Unserer lieben Frau" von Voćin ist eine originalgetreue Rekonstruktion der mittelalterlichen gotischen Hallenkirche. Das Innere ist mit Kunstwerken verschiedener kroatischer Künstler geschmückt. Die Eingangstür, Geschenk der Firma Duhani aus Virovitica, hat der Bildhauer Hrvoje Ljubić hergestellt. Auf der Außenseite sind in Reliefen aus Bronze die Hauptereignisse aus der Pfarr- und Wallfahrtsortgeschichte dargestellt. Auf der Innenseite sind in Reliefen aus Kupfer vier Geheimnisse des Rosenkranzes geschildert. Das zentrale hölzerne Kreuz, den Steinaltar, den Ambo und die Bronzeleuchter hat der Bildhauer Šime Vulas geschaffen, ein Geschenk der Stadt Požega. Die Wandmalereien stammen von Josip Biffel. Die Mosaiken an den Wänden von drei Kapellen sind nach Skizzen der kroatischen Künstler Ivo Dulčić und Ljubo Ivančić gemacht worden. Die Tabernakeltür ist das Werk des Bildhauers Josip Poljan. Derselbe Künstler hat auch das Denkmal "In der Umarmung der Mutter", das die Diözese Požega 2010 rechts in der Nähe des Eingangs zur Kirche aufgestellt hat, gemacht. Es erinnert an die Opfer des Genozids von 1991.

#### Burg
Die Burg befindet sich in dominanter Lage über der Mündung der Bäche Djedovica und Jovanovica, auf annähernd 300 m über dem Meeresspiegel. In den Befreiungskämpfen von den Türken wurde die Festung Voćin 1687 zerstört und danach nicht mehr erneuert.

### Wallfahrt
Die Marienwallfahrt hat eine besondere Bedeutung für die Gemeinde Voćin. So findet am ersten Samstag im Mai eine große Kinderwallfahrt satt. Ein weiterer großer Wallfahrtstag ist der 21. August im Gedenken an den Heiligen Stephan, König von Ungarn. Am Patrozinium, dem Fest der Geburt Mariens, am 8. September findet dann die alljährliche Hauptwallfahrt nach Voćin mit ca. 15.000 Wallfahrern statt.

## Weiteres
- Slawonien
- Liste der Orte in Kroatien
- Liste der historischen Komitate Ungarns